# Pays d'Havend
Le Pays d'Havend ou Pays d'Habend (en latin Habendensis pagus), est un ancien pays de France dont Remiremont dans les Vosges était le point central. 

## Géographie
| Verdunois Pays de Carmes                                       | Scarponnais Woëvre           | Pays de Nied Pays messin Saulnois        |
| Pays de Commercy - Bedensis Barrois Pays de Blois - Blesiensis | Toulois                      | Chaumontois Vermois                      |
| Pays de Vaux (Vaucouleurs) Ornois Bassigny                     | Soulossois Pays de Mirecourt | Saintois Pays de Saint-Dié Pays d'Havend |

Il était situé au sud-est du Toulois. 